# Portas de Alexandre

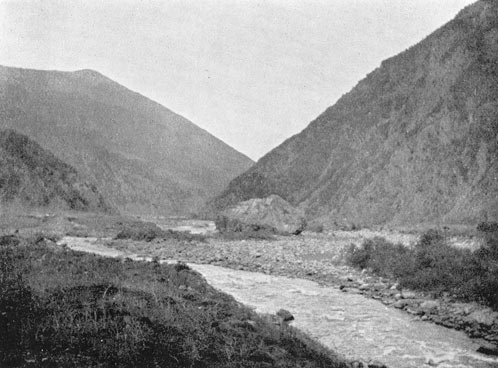
A Garganta de Darial antes de 1906.

As Portas de Alexandre foram uma barreira lendária construída por Alexandre, o Grande no Cáucaso visando impedir os bárbaros não-civilizados do norte (associados tipicamente com os personagens bíblicos Gog e Magog) de invadir as terras ao sul. As Portas eram um tema popular na literatura de viagem medieval desde o Romance de Alexandre, em versão que data provavelmente do século VI.
A muralha frequentemente é identificada com as Portas Cáspias de Derbent, na Rússia, e com a Garganta de Dariel (ou Darial), e até mesmo com a chamada "Muralha de Alexandre", a Grande Muralha de Gurgã, na margem sudeste do mar Cáspio, dos quais 180 quilômetros ainda existem nos dias de hoje, embora em mau estado de conservação.
Na realidade ambas as estruturas foram construídas por monarcas sassânidas. Derbent (em persa: دربند, transl. Darband, "portas fechadas") foi erguida no fim do século V e início do século VI, quando a cidade foi refundada por Cavades I.
A Grande Muralha de Gurgã foi construída durante a dinastia pártia (aproximadamente durante o mesmo período em que a Grande Muralha da China foi construída), e foi restaurada durante o período sassânida (séculos III - VII).